# Házi Gyermekorvosok Országos Egyesülete
Házi Gyermekorvosok Országos Egyesülete (HGYE) 1995-ben alakult szakmai és érdekvédelmi szervezet, országosan mintegy 1600 főnyi gyermekgyógyász szakorvosi társadalomból mintegy 1300 fő tagja az egyesületnek. Húszéves tevékenységük alatt kialakultak azok a protokollok, amelyek segítségével hozzájárulnak a házi gyermekorvosok hatékonyabb működéséhez., a 0-18 éves korú gyermekek egészségügyi alapellátásához. A HGYE képviselteti magát az alapellátás és a gyermekgyógyászat irányító testületeiben, a HGYE állásfoglalásaira rendszeresen igényt tart az egészségügyi kormányzat.

## Az egyesület működése
Minden évben ősszel tudományos szakmai konferenciákat tartanak, közben ún. „Kávészünet” címen beszélik meg az aktuális szakmai problémákat (gyermekek védőoltásai, betegségmegelőzés kérdései, járványos megbetegedések, stb.), s tartanak továbbképző tanfolyamokat. Negyedévente megjelenik Hírvivő című szakmai újságjuk, amelyet térítésmentesen kap meg minden házi gyermekorvos, a Hírvivő a HGYE megalakulásakor indult, 2015-ben a 20. évfolyamába lépett. A 0-18 éves gyermekek szülei részére elektronikus magazint működtetnek GyermekLét – Gyermekegészségügyi Információs Magazin Szülőknek címen. A HGYE hazai szerepvállalása jelentős a gyermekek alapellátása terén, de 2007-től szoros kapcsolatot ápol nemzetközi gyermekgyógyászati egyesületekkel is, amelyek szintén a gyermekkorú lakosság hatékony alapellátásában érdekeltek. 
A nemzetközi kapcsolatok terén 2000-es évek közepén léptek előre, elsőként 2007-ben együttes sikeres konferenciát tartott a HGYE és az ESAP (European Society of Ambulatory Padeiatrics). Több éven át hazánkban tartotta az ECPCP (European Confederation of Primary Care Pediatricians) éves tavaszi és őszi közgyűléseit (2011, 2012, 2014.) 2014-ig az ECPCP főtitkára és egyben a HGYE vezetőségi tagja volt Kádár Ferenc Budapest XIII. kerületének gyermekgyógyász házi orvosa. 2014 óta többen is részt vesznek a HGYE vezetőségéből az ECPCP szervezet munkájában. A HGYE is segédkezett az EAP-ECPCP közös COSI projektjében, az ECPCP által közreadott Európai Gyermek-alapellátási Curriculumban. 2015 októberében indult a Horizon 2020 EU-s projekt, amelynek része a MOCHA (Models of Child Health Appraised). A MOCHA projekt az Európai Unió és az Európai Gazdasági Térség (EGT) országainak bevonásával dolgozik, a nemzeti szinten megvalósuló alapellátási modelleket elemzik és hasonlítják össze a londoni Imperial College gyermekgyász szakorvosainak irányításával.
2015 őszén az EAP és az ECPCP alkotott egy közös állásfoglalást, amelyben az európai gyermekgyógyászati alapellátás fejlesztésének szempontjait és lehetőségeit tekintik át, ezen állásfoglalás kivonata megtalálható Az elsődleges gyermekorvoslás gyakorlata I. című kötetben.

## A HGYE legutóbbi kötete
Megjelent "Az elsődleges gyermekorvoslás gyakorlata I." című kötet Kálmán Mihály és Kovács Ákos szerkesztésében A Házi Gyermekorvosok Egyesülete, a Magyar Egészségvédő Liga és az EMMI Egészségügyért Felelős Államtitkárság támogatásával. Népes szerzői gárda tárja fel azokat az ismereteket és tennivalókat, amelyek 0-18 éves korig szükségesek a házi gyermekgyógyászati alapellátásban. A házi gyermekorvosi rendelőkben ellátandó feladatok mellett az iskolai- és sportegészségügyi kérdésekre is kitér. A jeles szerkesztők mellett a kötet szerzői: Altorjai Péter, Benedek László, Elek Marianna, Erdélyi István, Fekete Tibor, Győri József, Havasi Katalin, Illyés István, Kádár Ferenc, Kardos Gabriella, Kovács Zsuzsanna, Muzsay Géza, Németh Jenő, Onozó Beáta, Páll Gabriella, Pátri Eszter, Pátri László, Pejtsik Petra, Póta György, Rósa Ágnes, Scheiber Dóra, Süle Attiláné, Vajer Péter.